# 田園に死す
„田園に死す“ е японски драматичен филм от 1974 година на режисьора Шуджи Тераяма по негов собствен сценарий. Главният герой е режисьор, снимащ филм за своето детство в изолирано село със странни жители, в който се преплитат автобиографични и въображаеми елементи. Главната роля се изпълнява от Кантаро Суга.
„田園に死す“ е номиниран за Златна палма на Кинофестивала в Кан.